# 庫爾泰亞主教座堂

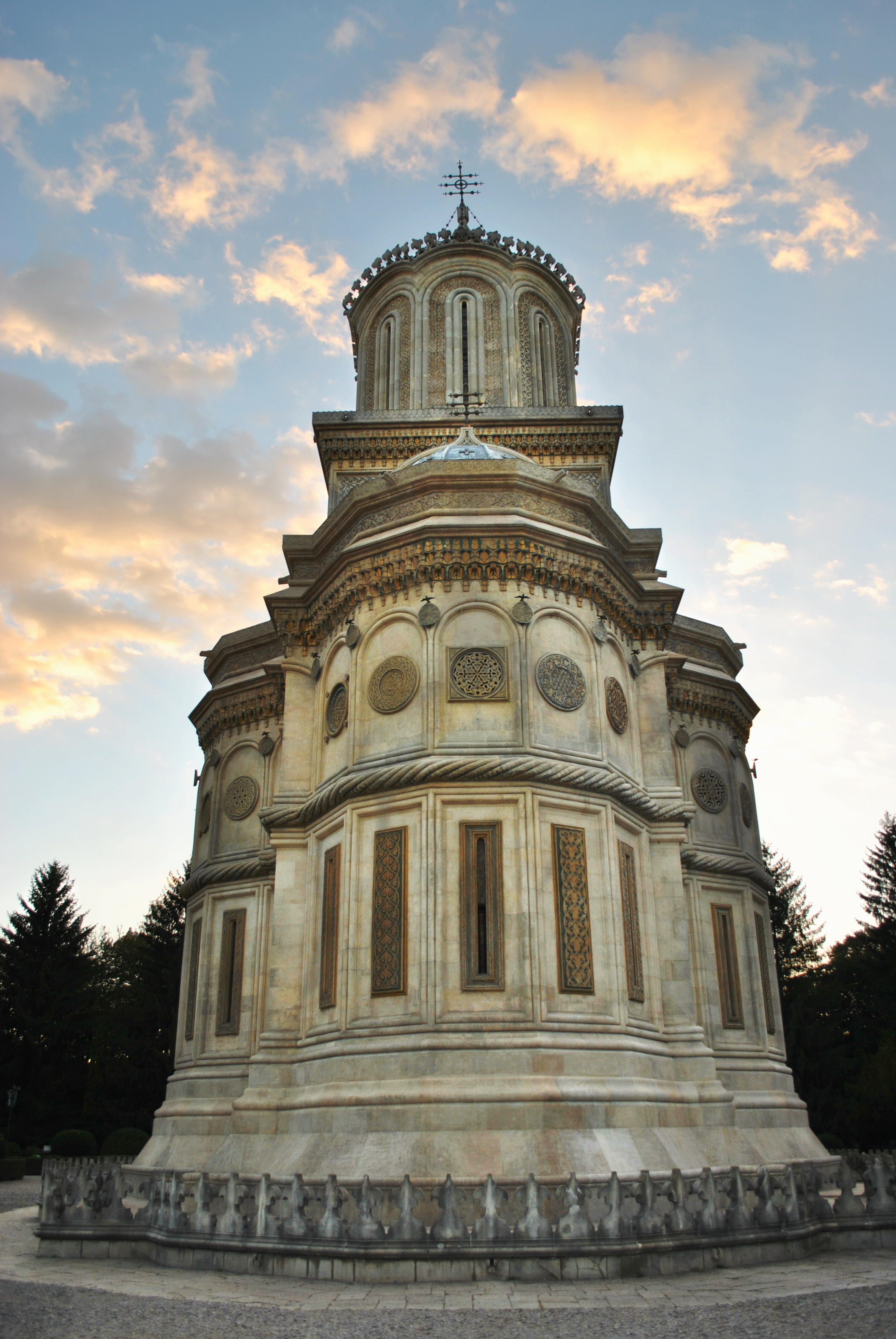
庫爾泰亞主教座堂

庫爾泰亞主教座堂（Cathedral of Curtea de Argeș）是羅馬尼亞城市阿爾傑什河畔庫爾泰亞的一座羅馬尼亞正教會的主教座堂。教堂的外觀呈現拜占庭式建築風格，修建於16世紀初期。現在的教堂建築則修建於1875年至1885年之間。

## 外部連結
- Monastery website （页面存档备份，存于） （罗马尼亚文） （英文）